# 호혜성 규범
호혜성 규범(the norm of reciprocity) 또는 호혜성 원리는 우리가 다른 사람이 우리를 위해 한 일을 보상 또는 현물로 보답할 것을 요구한다. 사람들이 받은 혜택에 대한 이익을 돌려주고 또는 받은 손해에 대해서는 무관심이나 적대감으로 대응함으로써 사람들이 서로에게 호혜적으로 대응할 것이라는 기대로 이해할 수도 있다. 그러한 호혜성의 사회적 규범은 종종 사회 생활의 다른 영역이나 다른 사회에서 다른 형태를 취하기도 한다. 이러한 이유에서 그들 모두는 감사, 황금률 또는 상호 호의와 같은 관련 아이디어와 구별되기도 한다. 또한 관련된 개념의 분석은 사회적 및 정치적 철학적 맥락에서 호혜성(reciprocity)을 참조해 볼수도 있다. 호혜성 규범은 진화 생물학에서 호혜이타주의의 개념을 반영한다. 한편 일부 심리학자들이 받아들이는 것보다 진화론과 사회 생물학 그리고 동물행동학에서는 보다 광범위하고 주의깊게 이러한 개념이 받아 들여졌다. 이것은 호혜성 규범인 새로운 사회 심리적 개념 아래에서 호혜이타주의의 활성화를 가져왔다. 호혜이타주의는 인간을 포함한 다양한 종에 적용되었으며, 일부 심리학자들은 호혜성 규범을 인간만을 설명하는 데 사용하기도 한다.

## 같이 보기
- 선물 경제
- 팃포탯 전략